# 블랙 푸딩

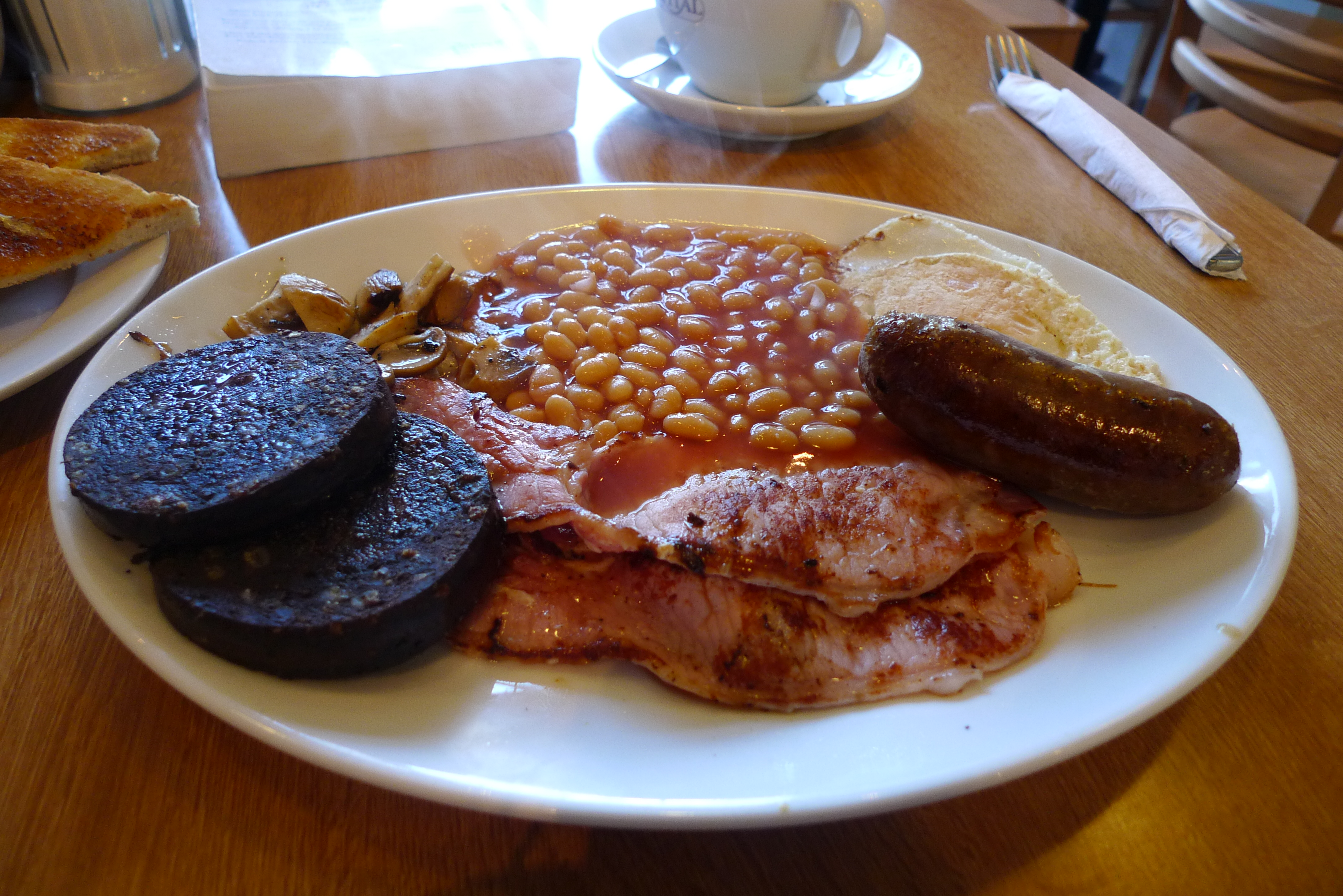
잉글리시 브렉퍼스트의 블랙 푸딩

블랙 푸딩(영어: black pudding)은 영국과 아일랜드 등에서 먹는 선지 소시지이다. 돼지기름이나 쇠기름, 돼지 선지, 오트밀 등을 넣어 만든다. 한국 음식 중에 순대가 이와 매우 유사한 면이 있다.

## 같이 보기
- 부댕 (음식)
- 해기스
- 화이트 푸딩